# История фигурного катания
Люди знали коньки с давних времён. Однако фигурное катание как таковое появилось тогда, когда изобрели железные коньки с двумя рёбрами — только такие коньки позволяли свободно маневрировать по льду. Современную форму фигурное катание приобрело с появлением телевидения.

## Изобретение коньков (доисторические времена)
Истоки конькобежного спорта лежат в далёком прошлом, и уходят корнями в бронзовый век (конец 4-го — начало 1-го тысячелетия до н. э.), об этом свидетельствуют находки археологов — костяные коньки, выполненные из фаланг конечностей крупных животных. Подобные находки встречаются во многих странах Европы, а самые древние «коньки» были обнаружены на берегу Южного Буга недалеко от Одессы. Даже столь примитивные конструкции давали путешественнику или охотнику выигрыш в скорости, но для фигурной езды ещё не годились.

## Зарождение (XVI—XIX век)

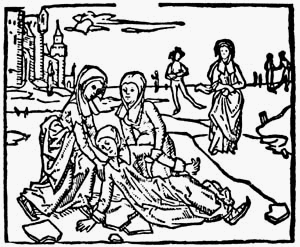
«Св. Лидвина, упавшая на лёд» (1498). На заднем плане конькобежец, едущий на одной ноге — то есть, к этому времени заострённые железные коньки были уже известны.

Рождение фигурного катания как вида спорта связывают со временем когда коньки начали изготавливать из железа, а не из кости. По данным исследований, впервые это произошло в Голландии, в XII—XIV веке. Первоначально фигурное катание представляло собой состязание по мастерству вычерчивать на льду разнообразные фигуры, сохраняя при этом красивую позу.
Первые клубы любителей фигурного катания появились в XVIII веке в Британской империи в Эдинбурге (1742 г.). Там же был разработан и перечень обязательных для исполнения в соревнованиях фигур, и первые официальные правила соревнований. Лейтенант артиллерии Роберт Джоунз издал «Трактат о катании на коньках» (1772 г.), в котором описал все основные фигуры, которые были тогда известны.
Из Европы фигурное катание попало в США и Канаду, где получило огромное развитие. Здесь были созданы многочисленные клубы фигуристов, разрабатывались новые модели коньков, создавалась своя школа техники. К середине XIX века в фигурном катании уже были известны практически все современные обязательные фигуры и основные технические приемы для их исполнения, о чём свидетельствуют книги «Искусство катания на коньках» Д. Андерсона, президента клуба конькобежцев города Глазго, и труд X. Вандервела и Т. Максвелла Уитмана из Лондона. Эти книги содержат описания всех восьмёрок, троек, крюков и других простейших манёвров фигурного катания.

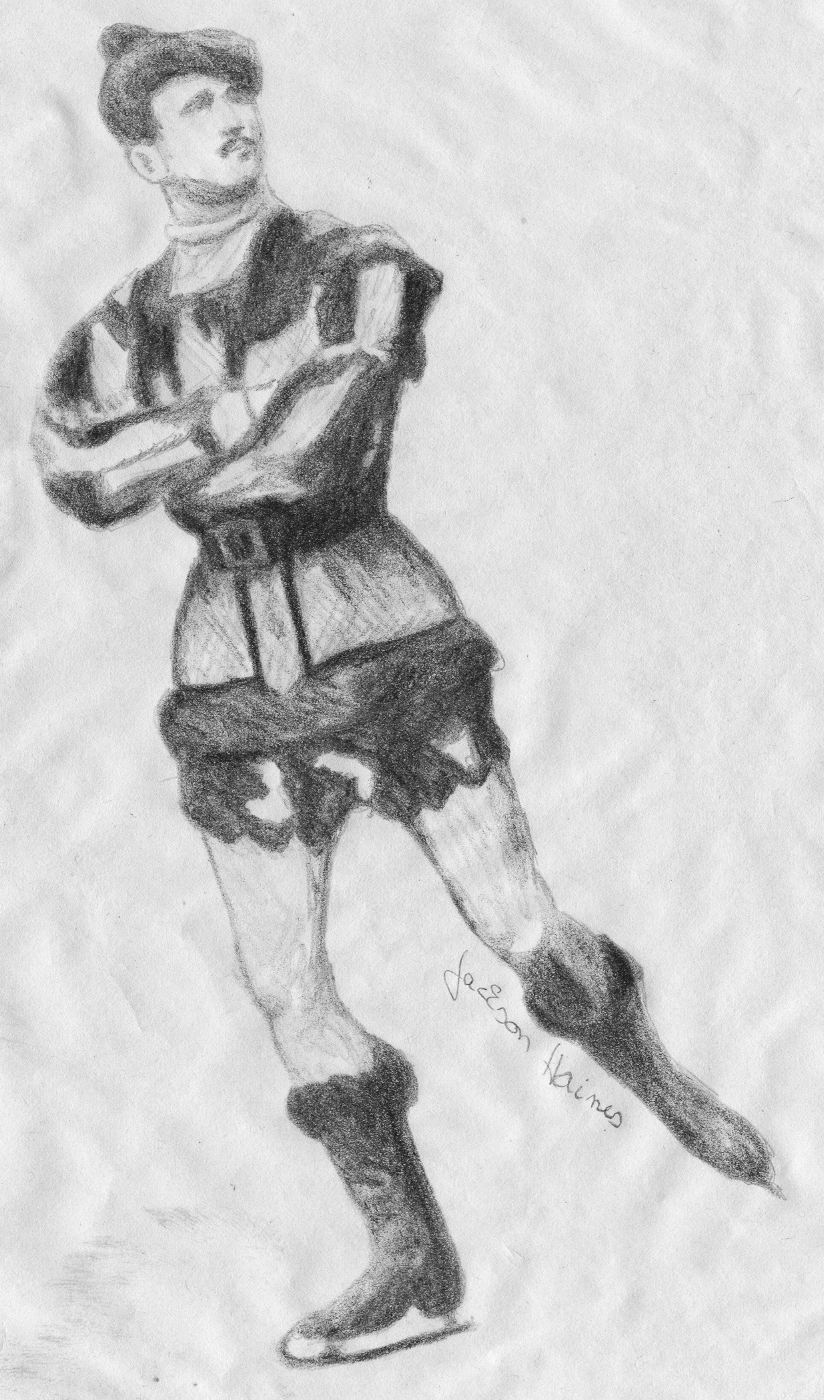
Джексон Хейнз

В то время фигурное катание выполнялось в чопорном «английском» стиле. Американец Джексон Хейнз (в другой транскрипции Гейнц; 1840—1875), танцор и конькобежец, объединил то и другое и получил свой собственный стиль катания: езда под музыку, танцевальные движения и «волчки» на льду. Коньки, прикреплявшиеся ремнями к обуви, не выдерживали таких нагрузок, тогда он — одним из первых — привинтил их к сапогам намертво. Впрочем, в пуританской Америке этот стиль принят не был, и в 1860-х годах он уехал с гастролями в Европу. Гастроли прошли «на ура», Николай Панин-Коломенкин писал:

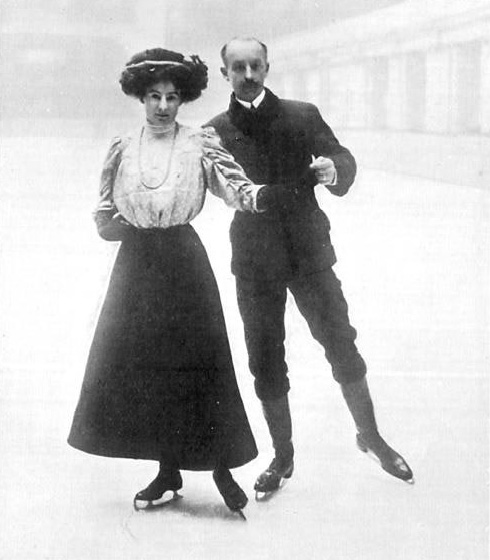
Фигуристы 1908 год.

он [Хейнз] показал изумлённым европейцам совершенно неожиданные возможности исполнения связных последовательностей, стремительнейших фигур и элегантных ритмических танцев в красивейших постановках и грациознейших движениях тела. Влияние его искусства было колоссально. Оно послужило тем толчком, который вызвал огромный качественный скачок вперед и привел впоследствии к образованию новой формы проявления искусства.

## Первые чемпионаты (конец XIX века)
На I Конгрессе конькобежцев в 1871 году фигурное катание было признано как вид спорта.
В 1882 году в Вене состоялись первые в Европе официальные соревнования по фигурному катанию. Правда, первоначально, как отмечает Мишин А. Н., «это были своего рода кулуарные соревнования», так как в них принимало участие всего несколько спортсменов.
Но подход к соревнованиям изменился после того, как на соревнования в Санкт-Петербург в 1890 году, посвященные 25-летию катка в Юсуповском саду, были приглашены лучшие фигуристы со всего мира. В Санкт-Петербург приехали: чемпион США Л. Рубинштейн, чемпион Германии Ф. Кайзер, лучшие фигуристы Швеции, Австрии, Финляндии, Англии, Голландии, Швеции, Норвегии. Соревнования приобрели статус «неофициального чемпионата мира», победителем этих состязаний во всех видах программы стал почетный член «Петербургского общества любителей бега на коньках» Алексей Павлович Лебедев.
На следующий год в 1891 году в Гамбурге, состоялся первый чемпионат Европы в мужском одиночном катании (победил немецкий фигурист Оскар Улиг).
Но демонстрация международного размаха и потенциала фигурного катания, показанного на соревнованиях в Санкт-Петербурге, не давала покоя. Поэтому уже в 1892 был создан Международный союз конькобежцев (ISU), который должен был руководить организацией международных соревнований.
Через 4 года, в 1896-ом, в Санкт-Петербурге состоялся первый чемпионат мира по фигурному катанию (победитель — Гилберт Фукс, Германская империя). В 1903 году в честь 200-летия Санкт-Петербурга «Петербургскому обществу любителей бега на коньках» было предоставлено право проведения 8-го чемпионата мира (1 место — швед Ульрих Сальхов, 2-е — Николай Панин-Коломенкин).
Достоверно неизвестно, кто впервые снабдил фигурные коньки зубцом. Коньки Хейнза имели закруглённый носок (подобные коньки были известны в СССР под названием «снегурки»), у Сальхова зубец был, а в коньках системы Панина был острый упор, напоминающий иглу циркуля.
Первые соревнования по фигурному катанию проходили только среди мужчин-одиночников, женщины-фигуристки получили возможность участвовать в чемпионатах мира лишь через 10 лет. Правда, в 1901 году, под давлением общественности, ISU в виде исключения позволил участвовать в мужских соревнованиях женщине — англичанке Медж Сайерс.

## Развитие (1900—1960)

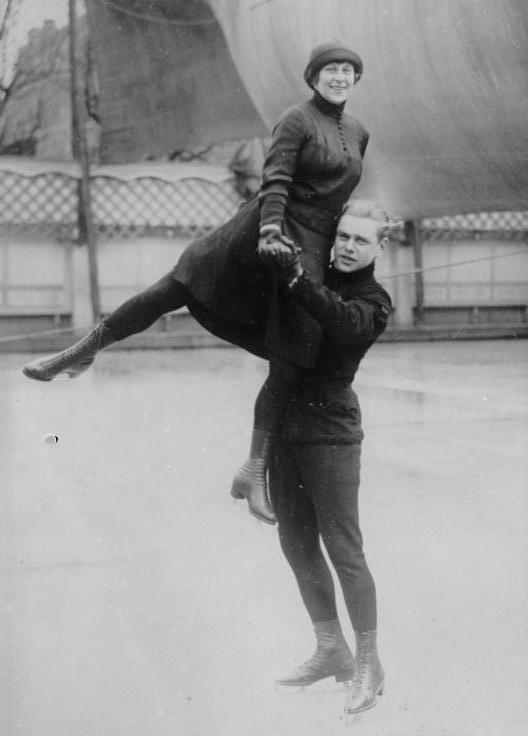
Немецкие фигуристы. 1928 г.

Официально первый чемпионат мира среди женщин-одиночниц прошёл в конце января 1906 года в Давосе (Швейцария). Обязательные фигуры у женщин и у мужчин были аналогичными, но произвольное катание женщин сразу же обратило на себя внимание высокой художественностью, пластикой и музыкальностью движений.
Очевидно, парное фигурное катание появилось сразу же после того, как Хейнз продемонстрировал, как можно танцевать на льду; уже в 1897 году оно было кодифицировано как вид спорта. Но официально первые соревнования прошли только в 1908 году в Санкт-Петербурге. Немецкие фигуристы Анна Хюблер и Генрих Бургер вошли в историю как первые олимпийские чемпионы в парном катании.
Наиболее титулованный из довоенных фигуристов — одиночница Соня Хени (Норвегия). Блестяще обученная и как конькобежка, и как танцовщица, Соня подняла женское катание на новую высоту — её произвольные программы на то время были недосягаемо сложными, похожими скорее на балет. Не удивительно, что она выиграла десять чемпионатов мира и три олимпиады, прежде чем уйти в профессионалы. Из мужчин наибольших высот добился австриец Карл Шефер.
В парном же катании в 1920—1930-е годы велась борьба «трюкистов» и «антитрюкистов». Первые поначалу выделялись эффектными, хоть и не сложными в исполнении, поддержками, не требующими от женщины особого умения кататься на коньках, вторые — слаженной ездой обоих партнёров. В конце концов, ведущее место заняли «антитрюкисты».

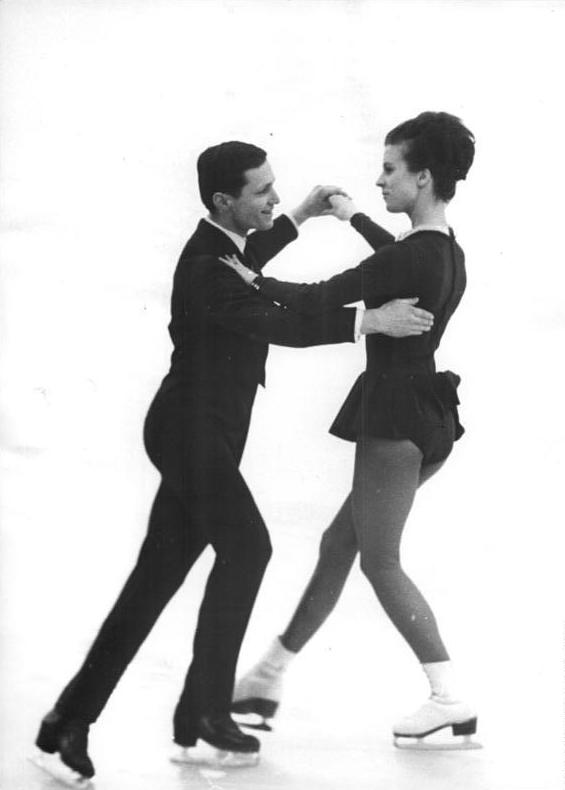
Танцы на льду (ГДР, 1966)

До войны прыжки считались «высшим пилотажем», доступным не всем. Даже фигуристы мирового класса обходились двумя-тремя прыжками на программу. В 1948 году Дик Баттон совершил революцию, представив произвольную программу, насыщенную прыжками, включая двойной аксель. С тех пор прыжки прочно обосновались в арсенале фигуристов.
Спортивные танцы на льду возникли в 1930-е годы в Великобритании, а затем получили распространение во всём мире. В 1952 году спортивные танцы были включены в программу чемпионатов мира и Европы. В течение первых 10 лет на всех крупных международных состязаниях побеждали фигуристы Великобритании. В программу зимних Олимпийских игр танцы на льду были включены с 1976 года.

## Расцвет (1960—2000)
В 1961 году случилась трагедия: вся сборная США погибла в авиакатастрофе. Это положило конец доминированию США в фигурном катании.
Революцию в танцах на льду совершили брат и сестра чехи Ева Романова и Павел Роман. Они предпочитали танцевать под бурные латиноамериканские ритмы; их постановки на то время звучали вызывающе, но они сумели отстоять свои творческие взгляды, став 4-кратными чемпионами мира (1962—1965).

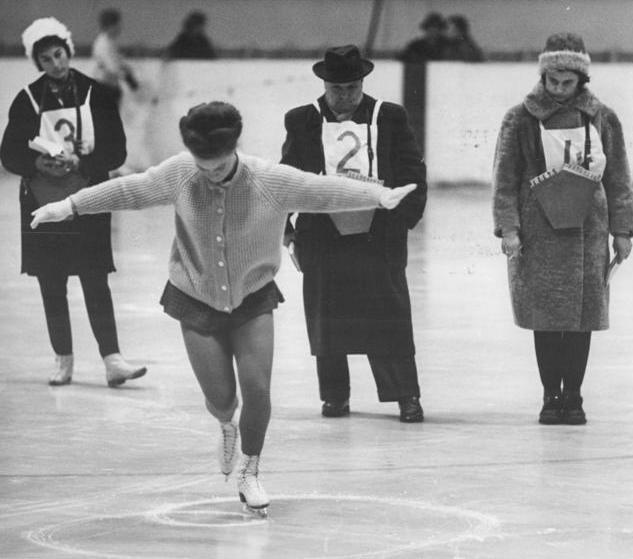
Обязательные фигуры (ГДР, 1964)

С появлением телевидения возник такой парадокс. Обязательные фигуры были крайне скучной дисциплиной, телевизионщики предпочитали показывать произвольную программу. Нередко встречалась ситуация: фигурист получал огромный отрыв на обязательных фигурах (которые давали 60 % очков), откатывал невзрачную произвольную программу и становился победителем, обходя «любимцев публики» (этим известна, например, Беатрис Шуба). В 1968 году произошёл первый шаг: стоимость обязательных фигур снизили до 50 %. В 1972 году добавилась короткая программа, дававшая 20 %. К 1990 году обязательные фигуры, короткая программа и произвольная программа оценивались уже как 20:30:50. С 1991 года обязательные фигуры упразднили окончательно.
Сложность программ повышалась стремительно: Белоусова и Протопопов продемонстрировали новые варианты тодеса; Роднина с Улановым — необычные комбинации прыжков. Стандартным приёмом стали тройные прыжки и выбросы. В 1988 году Курту Браунингу был засчитан первый четверной прыжок — тулуп.
Практически весь пьедестал почёта в парном катании был занят СССР и Россией: Белоусова—Протопопов, Роднина—Уланов/Зайцев, Валова—Васильев, Гордеева—Гриньков, Бережная—Сихарулидзе… В танцах также СССР не было равных: пары Пахомова—Горшков, Линичук—Карпоносов и Бестемьянова—Букин принесли СССР много первых мест.
В женском катании «правила бал» школа Ютты Мюллер (ГДР), давшая таких спорсменок, как Зайферт, Пётч и Витт. В 1990-е годы на время вернули свои позиции США. Больше всего чемпионских титулов среди мужчин было за США и Канадой: Хамильтон, Орсер, Бойтано, Браунинг, Стойко. В постсоветские годы успех пришёл к тренеру Алексею Мишину, подготовившему таких спортсменов, как Урманов, Ягудин и Плющенко.

## Современность (2000 — настоящее время)

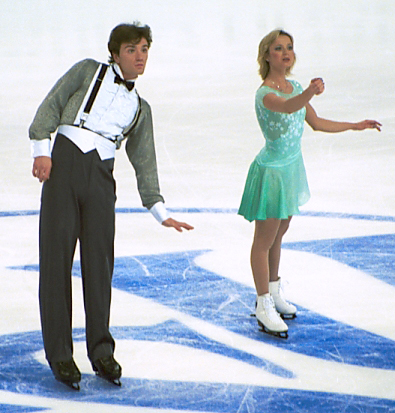
По мнению арбитра С. Бьянкетти, время таких программ, как «Чаплин» Бережной—Сихарулидзе, к сожалению, прошло.

Когда силы спортсменов близки, часто судьба медали определяется субъективным решением одного-двух судей. В такой ситуации нередки сговоры. Один из них был раскрыт на Зимних Олимпийских играх 2002 (Солт-Лейк-Сити). Это стало толчком к появлению Судейской системы ИСУ. Эффект оказался двояким: с одной стороны, был положен конец «подсечкам» через весь каток; даже короткие перебежки спортсмен старается превращать в маленькую дорожку шагов. С другой — исчезла театральность, программы разных участников стали всё больше похожи друг на друга: спортсмены предпочитают выполнять не красивые и необычные фигуры, а те, за которые дают больше очков.
Хотя в Новой системе оценок существуют неофициальные рекорды, большого смысла они не имеют: все 2000-е годы система отрабатывалась и балансировалась.
В мужском катании первые места занимали Евгений Плющенко, Стефан Ламбьель и Бриан Жубер. На олимпиаде-2010 сенсационно выиграл американец Эван Лайсачек. В женском — Ирина Слуцкая, Мики Андо, Ким Ён А и Мао Асада. В парном катании заслуженные победы получала пара Тотьмянина—Маринин; также можно отметить китайцев Пан Цин—Тун Цзянь, Шэнь Сюэ—Чжао Хунбо и интернациональную пару Савченко—Шолковы. Наиболее титулованная из танцевальных пар последнего времени — Вертью—Моир.
Несмотря на то, что сегодня большая часть видов спорта профессионализовалась, ИСУ всё ещё сохраняет любительский статус соревновательного катания. В чемпионат мира и Олимпийские игры профессионалам вход запрещён. В 2010 году Плющенко был дисквалифицирован за профессионализм.
Все 2010-е годы фигуристы осваивали четверные прыжки, и в 2018 была даже попытка четверного акселя. Юниорка Александра Трусова первой среди женщин исполнила три четверных прыжка. Система оценок была сбалансирована так, что оценки за артистизм растут линейно, а оценки за технику — квадратично. Ещё соперничество Сотникова — Ким (олимпиада-2014) решилось технической оценкой, при том, что у обеих оценки за артистизм были близки к максимуму и ни одна не исполняла четверных. В мужском же катании тот, кто способен на 6 четверных за программу, имел такие шансы на победу, что невозможно наверстать никаким артистизмом. В 2018 году сильно снизили оценки за четверные прыжки, и слегка — за тройные.

## Синхронное фигурное катание
Синхронное фигурное катание — новейшая дисциплина фигурного катания. В современном виде синхронное катание появилось в 60-х годах в США, хотя идея группового катания появилась намного раньше. Например, в России соревнования по групповому катанию на коньках (пары, четверки, восьмерки) проводились ещё в середине 20х гг. прошлого столетия, но тогда данный вид популярности не получил. В США этот вид стал развиваться как развлечение зрителей в перерывах хоккейных матчей. Оказалось, что синхронное катание — очень яркий и интересный вид спорта.
Первые официальные соревнования по синхронному фигурному катанию прошли в 1976 году в Энн-Арборе, штат Мичиган, США. В 1994 году Международный союз конькобежцев (ISU), официально признал синхронное фигурное катание пятой дисциплиной фигурного катания. В 1996 г. в Бостоне в США прошел первый Кубок мира по синхронному фигурному катанию. Первый чемпионат мира под эгидой Международного союза конькобежцев прошел в 2000 году в Миннеаполисе, штат Миннесота. С основания соревнований лидирующие позиции удерживают команды Швеции и Финляндии.
. Наиболее популярен этот вид спорта в Канаде, США, Швеции, Финляндии, Великобритании, Франции.